# Сивуха
Сиву́ха — низкокачественный крепкий алкогольный напиток, полученный в результате неполной ректификации с содержанием сивушных и эфирных масел на уровне бренди и виски, что необычно, в частности, для водки. Название происходит от слова «сивый», цвет, который имеет этот напиток в результате рассеивания света в коллоидном растворе плохо очищенного продукта. Непрозрачность — одна из характерных черт сивухи за счёт пониженной крепости выходного продукта (как правило ниже 40°). Мутноватость и белесоватость напитка усиливается по мере снижения крепости и качества сырья использованного для получения браги. Соответственно содержанию сивушных масел и прочих примесей формируется и характерный низкопробный привкус напитка, существенно отличающийся как от водки, так и от самогона вторичной перегонки или более высокой степени очистки даже без специальной органолептической экспертизы. При обычной дистилляции, в силу термодинамических особенностей процесса, сивушная жидкость стекает с аппарата на завершающей стадии технологического процесса и составляет от 1⁄4 до 1⁄3 и больших значений от общего объёма выходного продукта. После этого обыкновенно сивуха смешивается с перваком и более крепкой фракцией дистиллированного продукта для получения 40° и более крепкого самогона (из-за этого смешения с сивухой остаётся характерный запах домашнего самогона, резко отличающийся от запаха водки), но возможны и другие варианты её применения, включая употребление в неочищенном виде, вторичную перегонку и т. д.

## Польская сивуха
В Польше с начала XX века производилась водка под этим названием, Siwucha, с настоящей сивухой не имеющая ничего общего, кроме названия, которое в данном случае является в Польше зарегистрированной торговой маркой. После Второй мировой войны её производство было прекращено в результате национализации всей отрасли. В 1996 году было начато новое производство в Зелёна-Гура в ознаменование 50-летия закрытия производства. На International Spirits Challenge 2002 она завоевала первое место среди 40 других крепких алкогольных напитков.